# Парк левів «Тайган»
Парк ле́вів «Тайга́н» — найбільший у Європі розплідник левів та інших видів тварин, в основному — великих ссавців-хижаків. Наразі на території парку вільно проживають 58 левів, а також сотні тварин інших видів. Розташований в Україні, у Білогірському районі Криму, на березі Тайганського водосховища. Займає площу 32 гектара, з яких приблизно 20 га відведено під сафарі-парк левів, решта території — стаціонарний зоопарк і дитячий зоопарк.
Засновник парку Олег Зубков (також директор ялтинського зоопарку «Казка») під час окупації Криму зайняв проросійську позицію. Під час агресії Росії щодо України 2014 року автобус парку потрапив у кадр постановочного відео про «бої» в Сімферополі, яке використали російські пропагандисти для обґрунтування введення російських військ у Крим. Напис «Львов» (як видима частина назви рос. «Парк Львов Тайган») мав слугувати підтвердженням участі львів'ян у «безладах». Згодом Олег Зубков зазнав утисків з боку окупаційної влади, які намагався здолати безуспішними зверненнями до Володимира Путіна, Рамзана Кадирова тощо. На знак протесту 10 грудня 2015 року обидва заклади — Парк левів і зоопарк — були зачинені для відвідувачів.

## Галерея

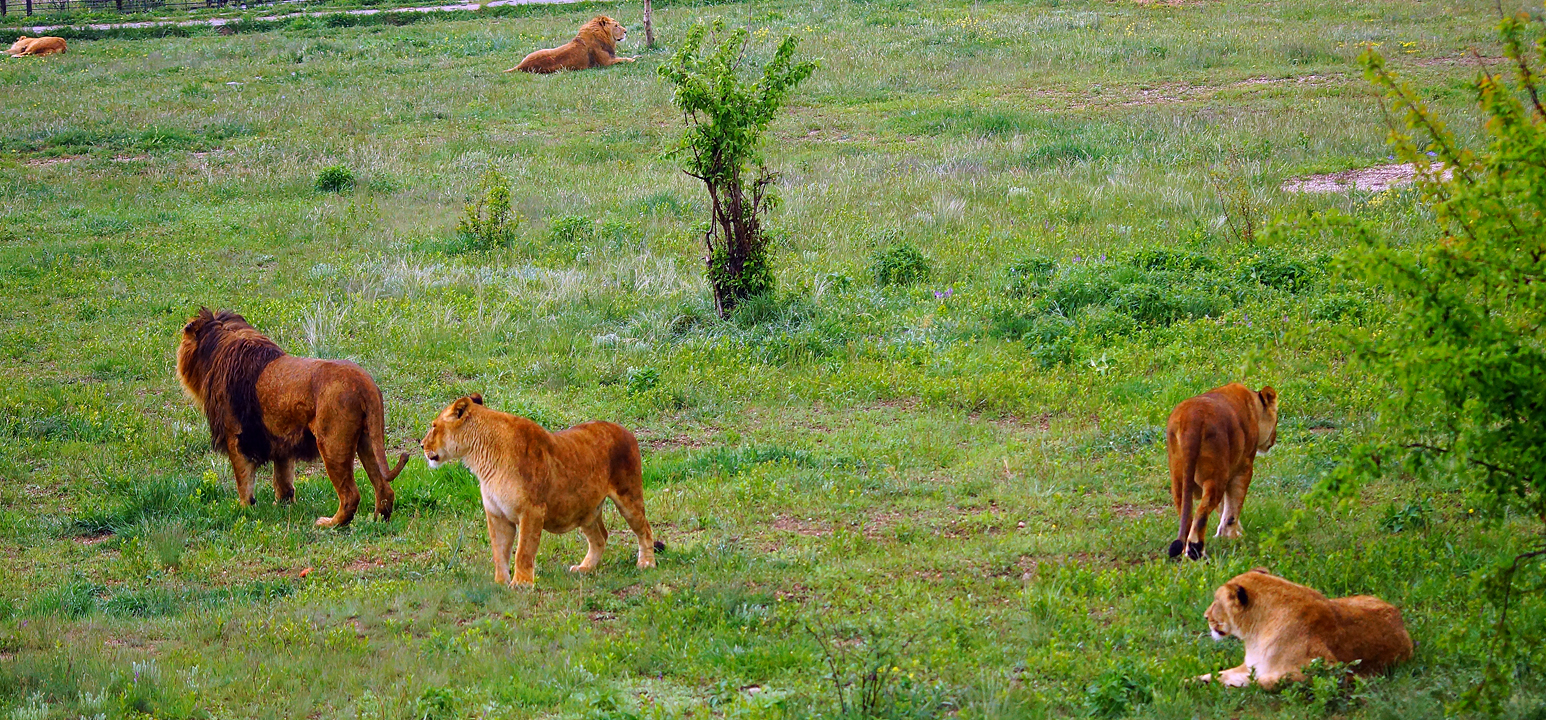
Леви в парку «Тайган»
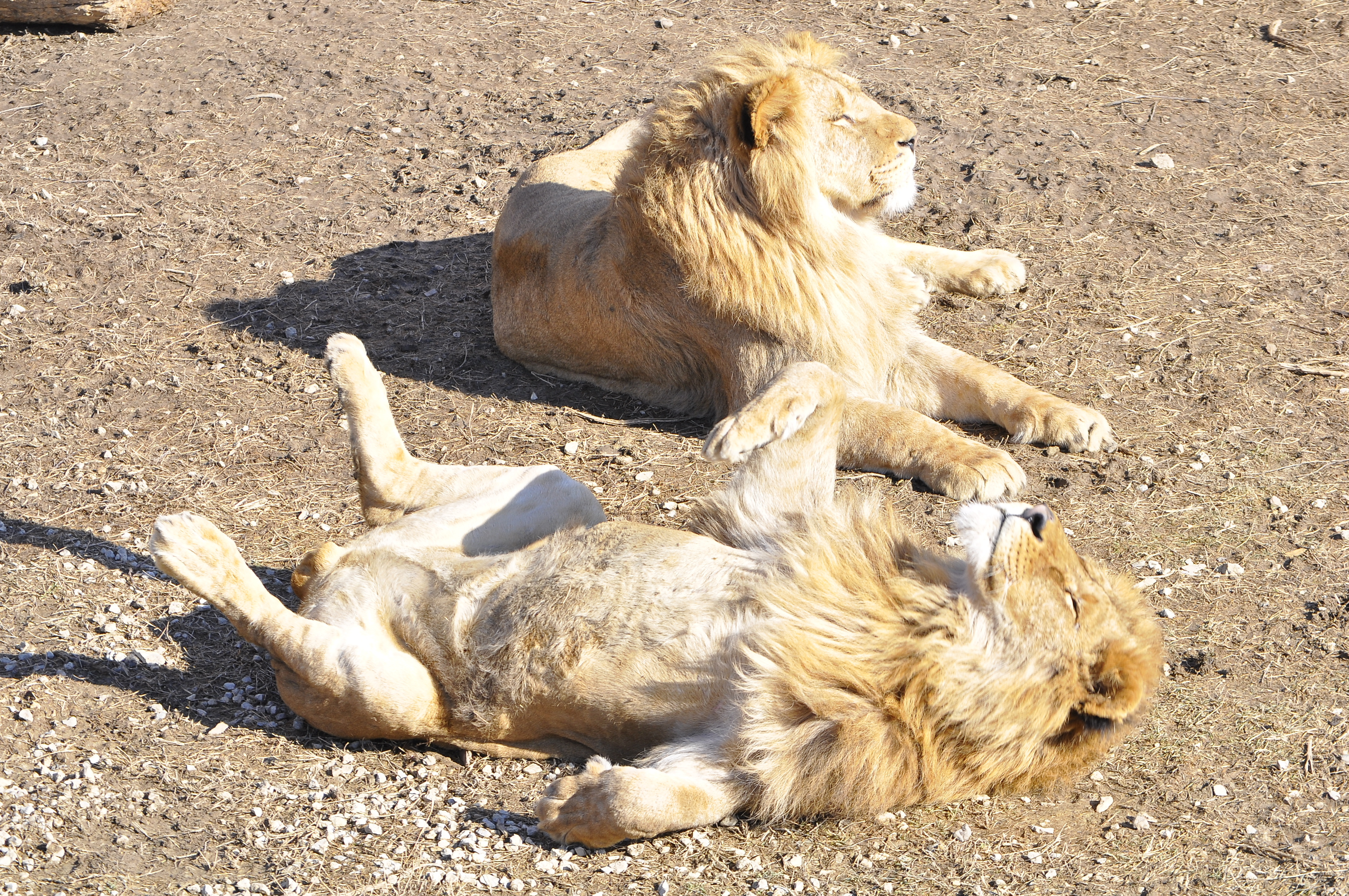
Великі котики на відпочинку
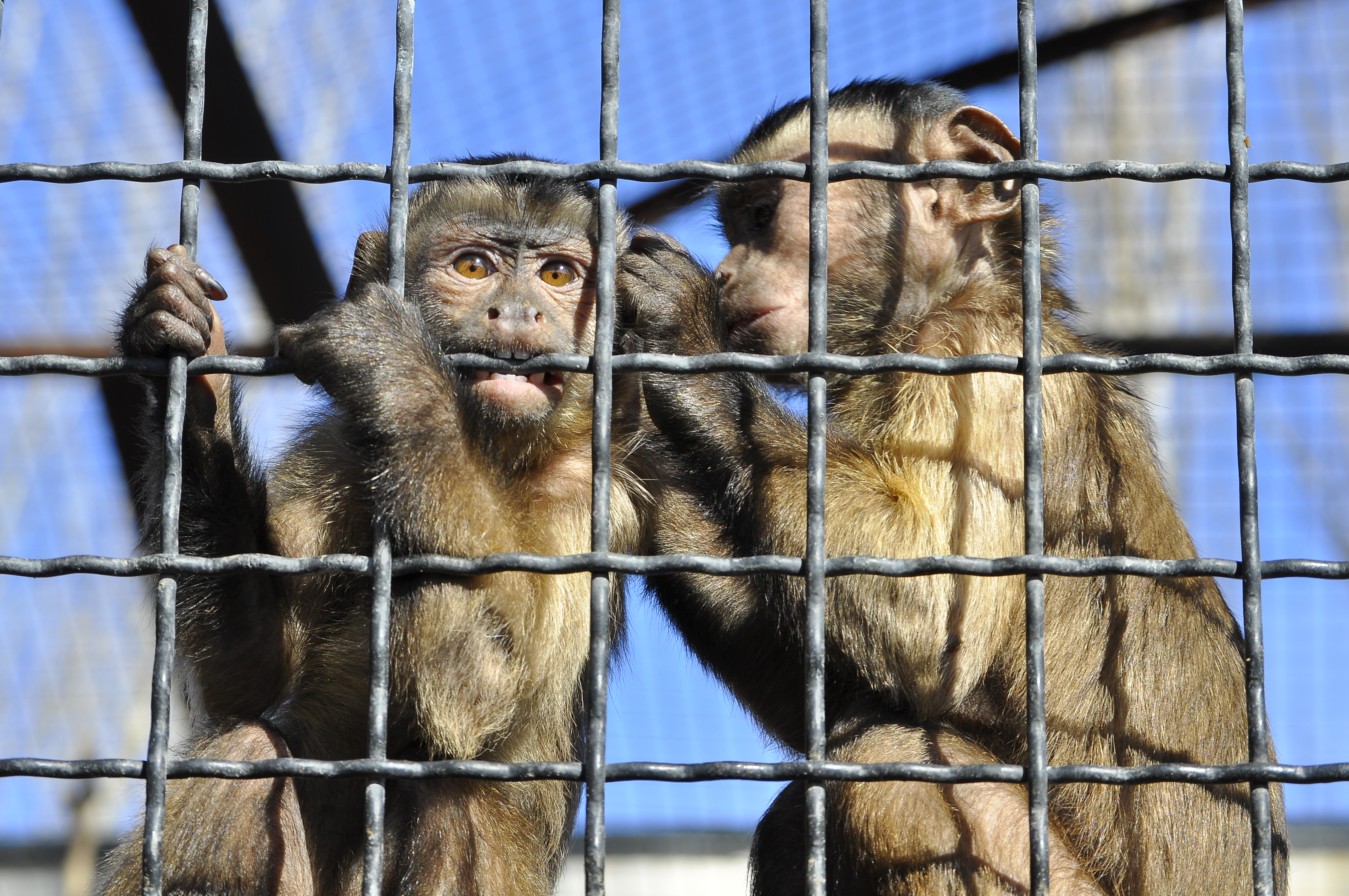
Мавпячі плітки
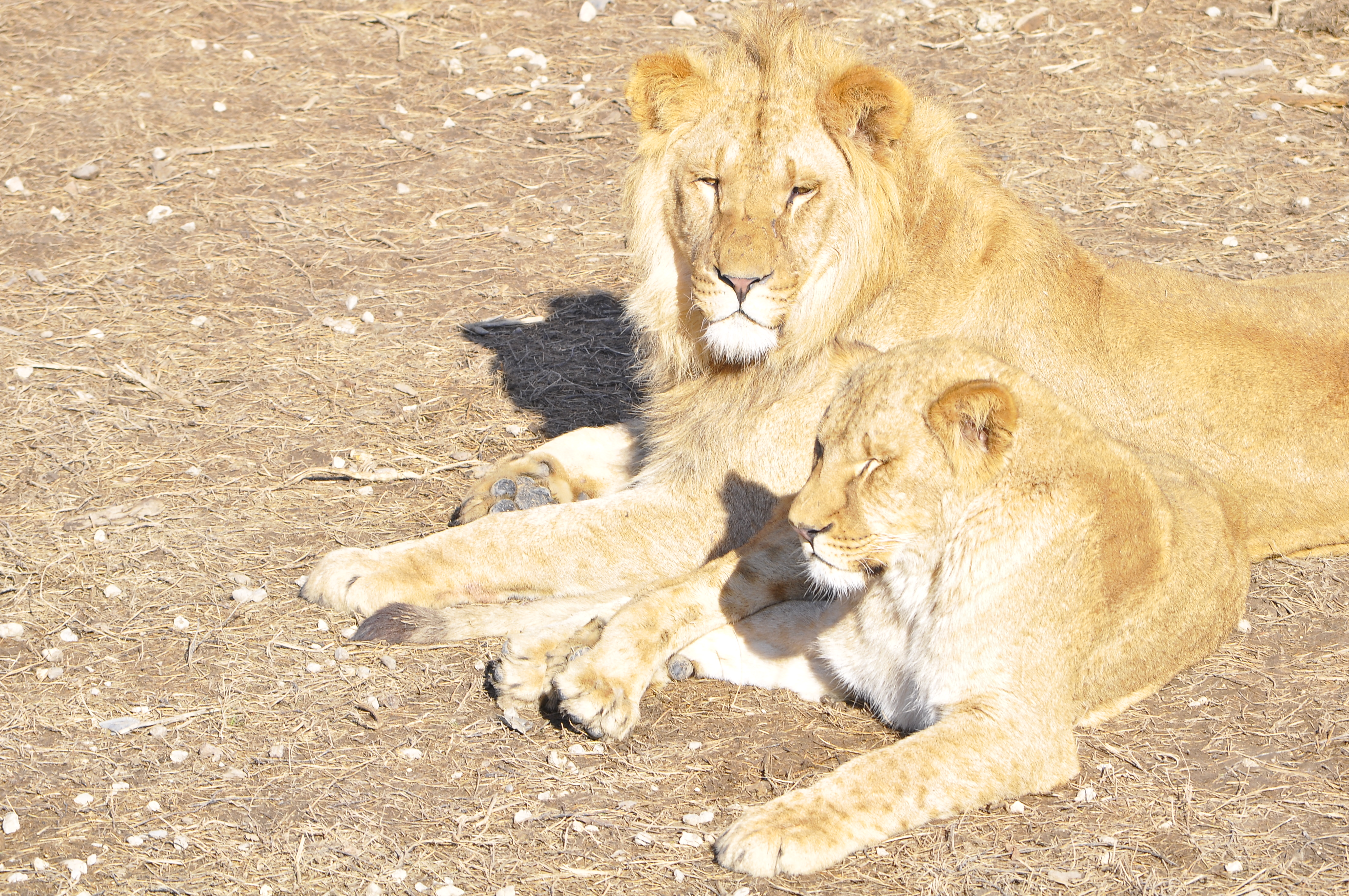
Краса прайду